# Temporada 2025-2026 del FC Barcelona
La temporada 2025-26 serà la 126a en la història del Futbol Club Barcelona i la seva 95a temporada consecutiva en la màxima categoria. El club participarà a la Lliga, la Copa del Rei, la Supercopa d'Espanya i la Lliga de Campions de la UEFA.
Està anunciat que serà la temporada en què l'equip retornarà al Camp Nou, encara en obres, on hi jugaria la temporada sencera.

## Traspassos

### Entrades
| No.   | Pos   | Jugador        | Transferit des de | Quota               | Data           | Font  |
| ----- | ----- | -------------- | ----------------- | ------------------- | -------------- | ----- |
| —     | MIG   | Oriol Romeu    | Girona FC         | Devolució de cessió | 1 juliol 2025  | [ 2 ] |
| 13    | POR   | Joan Garcia    | RCD Espanyol      | 25.000.000€         | 18 juny 2025   | [ 3 ] |
| —     | DAV   | Roony Bardghji | FC København      | 2.500.000€          | 14 juliol 2025 | [ 4 ] |
| Total | Total | Total          | Total             | 27.500.000€         |                |       |

### Sortides
| No.   | Pos   | Jugador           | Transferit a      | Quota                  | Data           | Font   |
| ----- | ----- | ----------------- | ----------------- | ---------------------- | -------------- | ------ |
| —     | DEF   | Álex Valle        | Como 1907         | 6.000.000€             | 1 juliol 2025  | [ 5 ]  |
| —     | DEF   | Clément Lenglet   | Atlètic de Madrid | Recisió de contracte   | 1 juliol 2025  | [ 6 ]  |
| —     | MIG   | Aleix Garrido     | SD Eibar          | Transferència gratuïta | 1 juliol 2025  | [ 7 ]  |
| —     | DEF   | Sergi Domínguez   | Dinamo Zagreb     | 1.200.000€             | 1 juliol 2025  | [ 9 ]  |
| —     | MIG   | Noah Darvich      | VfB Stuttgart     | 1.000.000€             | 1 juliol 2025  | [ 11 ] |
| 14    | MIG   | Pablo Torre       | RCD Mallorca      | 5.000.000€             | 14 juliol 2025 | [ 12 ] |
| 18    | DAV   | Pau Víctor        | SC Braga          | 12.000.000€            | 25 juliol 2025 | [ 13 ] |
| 5     | DEF   | Iñigo Martínez    | Al-Nassr          | Transferència gratuïta | 9 agost 2025   | [ 14 ] |
| —     | DAV   | Francisco Trincão | Sporting CP       | 11.000.000€            | 15 agost 2025  | [ 15 ] |
| Total | Total | Total             | Total             | 36.200.000€            |                |        |

### Incorporacions de cedits
| No.   | Pos | Jugador         | Cedit des de         | Quota | Data           | Font   |
| ----- | --- | --------------- | -------------------- | ----- | -------------- | ------ |
| 14    | DAV | Marcus Rashford | Manchester United FC | Cap   | 23 juliol 2025 | [ 16 ] |
| Total |     |                 |                      |       |                |        |

### Cessions
| No.   | Pos | Jugador         | Cedit a    | Quota | Data          | Fins a          | Font   |
| ----- | --- | --------------- | ---------- | ----- | ------------- | --------------- | ------ |
| —     | POR | Ander Astralaga | Granada CF | Cap   | 1 juliol 2025 | Fi de temporada | [ 17 ] |
| 10    | DAV | Ansu Fati       | AS Mònaco  | Cap   | 1 juliol 2025 | Fi de temporada | [ 18 ] |
| Total |     |                 |            |       |               |                 |        |

Fonts:

## Resultats

### Lliga
| 16 d'agost de 2025   | RCD Mallorca                                    | 0–3     | Barcelona                                            | Palma                                                                 |  |
| 19:30 CEST (UTC+2) 1 | Morey 9' Morlanes 24', 33' Muriqi 39' Torre 42' | Informe | Raphinha 7', 45+7' · Torres 23' · Lamine Yamal 90+4' | Estadi de Son Moix · 23.318 espectadors · José Luis Munuera Montero · |  |

| 23 d'agost de 2025   | Llevant UE | v       | Barcelona | València                    |  |
| 21:30 CEST (UTC+2) 2 |            | Informe |           | Estadi Ciutat de València · |  |

| 31 d'agost de 2025   | Rayo Vallecano | v       | Barcelona | Madrid     |  |
| 21:30 CEST (UTC+2) 3 |                | Informe |           | Vallecas · |  |

| 14 de setembre de 2025 | Barcelona | v       | València CF | Barcelona  |  |
| --:-- CEST (UTC+2) 4   |           | Informe |             | Camp Nou · |  |

| 21 de setembre de 2025 | Barcelona | v       | Getafe CF | Barcelona  |  |
| --:-- CEST (UTC+2) 5   |           | Informe |           | Camp Nou · |  |

| 24 de setembre de 2025 | Reial Oviedo | v       | Barcelona | Uviéu                    |  |
| --:-- CEST (UTC+2) 6   |              | Informe |           | Estadi Carlos Tartiere · |  |

| 28 de setembre de 2025 | Barcelona | v       | Reial Societat | Barcelona  |  |
| --:-- CEST (UTC+2) 7   |           | Informe |                | Camp Nou · |  |

| 5 d'octubre de 2025  | Sevilla FC | v       | Barcelona | Sevilla                        |  |
| --:-- CEST (UTC+2) 8 |            | Informe |           | Estadi Ramón Sánchez Pizjuán · |  |

| 19 d'octubre de 2025 | Barcelona | v       | Girona FC | Barcelona  |  |
| --:-- CEST (UTC+2) 9 |           | Informe |           | Camp Nou · |  |

| 26 d'octubre de 2025 | Reial Madrid | v       | Barcelona | Madrid              |  |
| --:-- CET (UTC+1) 10 |              | Informe |           | Santiago Bernabéu · |  |

| 2 de novembre de 2025 | Barcelona | v       | Elx CF | Barcelona  |  |
| --:-- CET (UTC+1) 11  |           | Informe |        | Camp Nou · |  |

| 9 de novembre de 2025 | Celta de Vigo | v       | Barcelona | Vigo              |  |
| --:-- CET (UTC+1) 12  |               | Informe |           | Abanca-Balaídos · |  |

| 23 de novembre de 2025 | Barcelona | v       | Athletic Club | Barcelona  |  |
| --:-- CET (UTC+1) 13   |           | Informe |               | Camp Nou · |  |

| 30 de novembre de 2025 | Barcelona | v       | Alavés | Barcelona  |  |
| --:-- CET (UTC+1) 14   |           | Informe |        | Camp Nou · |  |

| 7 de desembre de 2025 | Reial Betis | v       | Barcelona | Sevilla             |  |
| --:-- CET (UTC+1) 15  |             | Informe |           | Benito Villamarín · |  |

| 14 de desembre de 2025 | Barcelona | v       | CA Osasuna | Barcelona  |  |
| --:-- CET (UTC+1) 16   |           | Informe |            | Camp Nou · |  |

| 21 de desembre de 2025 | Vila-real CF | v       | Barcelona | Vila-real               |  |
| --:-- CET (UTC+1) 17   |              | Informe |           | Estadi de la Ceràmica · |  |

| 4 de gener de 2026   | RCD Espanyol | v       | Barcelona | Cornellà - el Prat    |  |
| --:-- CET (UTC+1) 18 |              | Informe |           | Stage Front Stadium · |  |

| 11 de gener de 2026  | Barcelona | v       | Atlètic de Madrid | Barcelona  |  |
| --:-- CET (UTC+1) 19 |           | Informe |                   | Camp Nou · |  |

| 18 de gener de 2026  | Reial Societat | v       | Barcelona | Donosti           |  |
| --:-- CET (UTC+1) 20 |                | Informe |           | Estadi d'Anoeta · |  |

| 25 de gener de 2026  | Barcelona | v       | Reial Oviedo | Barcelona  |  |
| --:-- CET (UTC+1) 21 |           | Informe |              | Camp Nou · |  |

| 1 de febrer de 2026  | Elx CF | v       | Barcelona | Elx                      |  |
| --:-- CET (UTC+1) 22 |        | Informe |           | Estadi Martínez Valero · |  |

| 8 de febrer de 2026  | Barcelona | v       | RCD Mallorca | Barcelona  |  |
| --:-- CET (UTC+1) 23 |           | Informe |              | Camp Nou · |  |

| 15 de febrer de 2026 | Girona FC | v       | Barcelona | Girona      |  |
| --:-- CET (UTC+1) 24 |           | Informe |           | Montilivi · |  |

| 22 de febrer de 2026 | Barcelona | v       | Llevant UE | Barcelona  |  |
| --:-- CET (UTC+1) 25 |           | Informe |            | Camp Nou · |  |

| 1 de març de 2026    | Barcelona | v       | Vila-real CF | Barcelona  |  |
| --:-- CET (UTC+1) 26 |           | Informe |              | Camp Nou · |  |

| 8 de març de 2026    | Athletic Club | v       | Barcelona | Bilbao      |  |
| --:-- CET (UTC+1) 27 |               | Informe |           | San Mamés · |  |

| 15 de març de 2026   | Barcelona | v       | Sevilla FC | Barcelona  |  |
| --:-- CET (UTC+1) 28 |           | Informe |            | Camp Nou · |  |

| 22 de març de 2026   | Barcelona | v       | Rayo Vallecano | Barcelona  |  |
| --:-- CET (UTC+1) 29 |           | Informe |                | Camp Nou · |  |

| 5 d'abril de 2026     | Atlètic de Madrid | v       | Barcelona | Madrid                  |  |
| --:-- CEST (UTC+2) 30 |                   | Informe |           | Cívitas Metropolitano · |  |

| 12 d'abril de 2026    | Barcelona | v       | RCD Espanyol | Barcelona  |  |
| --:-- CEST (UTC+2) 31 |           | Informe |              | Camp Nou · |  |

| 19 d'abril de 2026    | Getafe CF | v       | Barcelona | Getafe                   |  |
| --:-- CEST (UTC+2) 32 |           | Informe |           | Coliseum Alfonso Pérez · |  |

| 22 d'abril de 2026    | Barcelona | v       | Celta de Vigo | Barcelona  |  |
| --:-- CEST (UTC+2) 33 |           | Informe |               | Camp Nou · |  |

| 3 de maig de 2026     | CA Osasuna | v       | Barcelona | Pamplona   |  |
| --:-- CEST (UTC+2) 34 |            | Informe |           | El Sadar · |  |

| 10 de maig de 2026    | Barcelona | v       | Reial Madrid | Barcelona  |  |
| --:-- CEST (UTC+2) 35 |           | Informe |              | Camp Nou · |  |

| 13 de maig de 2026    | Alavés | v       | Barcelona | Vitòria         |  |
| --:-- CEST (UTC+2) 36 |        | Informe |           | Mendizorrotza · |  |

| 17 de maig de 2026    | Barcelona | v       | Reial Betis | Barcelona  |  |
| --:-- CEST (UTC+2) 37 |           | Informe |             | Camp Nou · |  |

| 24 de maig de 2026    | València CF | v       | Barcelona | València   |  |
| --:-- CEST (UTC+2) 38 |             | Informe |           | Mestalla · |  |

### Supercopa d'Espanya
| Gener 2026               | Athletic Club | v | FC Barcelona | Aràbia Saudita |  |
| --:-- (UTC+3) Semifinals |               |   |              |                |  |

## Estadístiques

### Estadístiques de l'equip
| Competició          | Pos. | PJ | PG | PE | PP | GF | GC | Campió |
| ------------------- | ---- | -- | -- | -- | -- | -- | -- | ------ |
| Lliga               |      |    |    |    |    |    |    |        |
| Copa del Rei        |      |    |    |    |    |    |    |        |
| Lliga de Campions   |      |    |    |    |    |    |    |        |
| Supercopa d'Espanya |      |    |    |    |    |    |    |        |

### Estadístiques dels jugadors
| N.                 | Pos.    | Nac. | Jugador               | Total   | Total   | Lliga   | Lliga   | Copa del Rei | Copa del Rei | Supercopa d'Espanya | Supercopa d'Espanya | Lliga de Campions | Lliga de Campions |         |         |
| N.                 | Pos.    | Nac. | Jugador               | PJ      | Gols    | PJ      | Gols    | PJ           | Gols         | PJ                  | Gols                | PJ                | Gols              |         |         |
| Porters            | Porters | Porters | Porters               | Porters | Porters | Porters | Porters | Porters      | Porters      | Porters             | Porters             | Porters           | Porters           | Porters | Porters |
| ------------------ | ------- | --- | --------------------- | ------- | ------- | ------- | ------- | ------------ | ------------ | ------------------- | ------------------- | ----------------- | ----------------- | ------- | ------- |
| 1                  | POR     | [[Fitxer:Flag of the Valencian Community (2x3).svg\|23x15px\|border \|alt=País Valencià\|link=Selecció de futbol del País Valencià\|{{#if:\|]] | Iñaki Peña            | 0       | 0       | 0       | 0       | 0            | 0            | 0                   | 0                   | 0                 | 0                 |         |         |
| 13                 | POR     | [[Fitxer:Flag of Catalonia.svg\|23x15px\|border \|alt=Catalunya\|link=Selecció de futbol de Catalunya\|{{#if:\|]]                              | Joan Garcia           | 1       | 0       | 1       | 0       | 0            | 0            | 0                   | 0                   | 0                 | 0                 |         |         |
| 25                 | POR     | [[Fitxer:Flag of Poland.svg\|23x15px\|border \|alt=Polònia\|link=Selecció de futbol de Polònia\|{{#if:\|]]                                     | Wojciech Szczęsny     | 0       | 0       | 0       | 0       | 0            | 0            | 0                   | 0                   | 0                 | 0                 |         |         |
| —                  | POR     | [[Fitxer:Flag of Germany.svg\|23x15px\|border \|alt=Alemanya\|link=Selecció de futbol d'Alemanya\|{{#if:\|]]                                   | Marc-André ter Stegen | 0       | 0       | 0       | 0       | 0            | 0            | 0                   | 0                   | 0                 | 0                 |         |         |
| Defenses           |         | |                       |         |         |         |         |              |              |                     |                     |                   |                   |         |         |
| 3                  | DEF     | [[Fitxer:Flag of Catalonia.svg\|23x15px\|border \|alt=Catalunya\|link=Selecció de futbol de Catalunya\|{{#if:\|]]                              | Alejandro Balde       | 1       | 0       | 1       | 0       | 0            | 0            | 0                   | 0                   | 0                 | 0                 |         |         |
| 4                  | DEF     | [[Fitxer:Flag of Uruguay.svg\|23x15px\|border \|alt=Uruguai\|link=Selecció de futbol de l'Uruguai\|{{#if:\|]]                                  | Ronald Araújo         | 1       | 0       | 1       | 0       | 0            | 0            | 0                   | 0                   | 0                 | 0                 |         |         |
| 5                  | DEF     | [[Fitxer:Flag of Catalonia.svg\|23x15px\|border \|alt=Catalunya\|link=Selecció de futbol de Catalunya\|{{#if:\|]]                              | Pau Cubarsí           | 1       | 0       | 1       | 0       | 0            | 0            | 0                   | 0                   | 0                 | 0                 |         |         |
| 15                 | DEF     | [[Fitxer:Flag of Denmark.svg\|23x15px\|border \|alt=Dinamarca\|link=Selecció de futbol de Dinamarca\|{{#if:\|]]                                | Andreas Christensen   | 0       | 0       | 0       | 0       | 0            | 0            | 0                   | 0                   | 0                 | 0                 |         |         |
| 23                 | DEF     | [[Fitxer:Flag of France (1794–1815, 1830–1974).svg\|23x15px\|border \|alt=França\|link=Selecció de futbol de França\|{{#if:\|]]                | Jules Koundé          | 1       | 0       | 0+1     | 0       | 0            | 0            | 0                   | 0                   | 0                 | 0                 |         |         |
| 24                 | DEF     | [[Fitxer:Flag of Catalonia.svg\|23x15px\|border \|alt=Catalunya\|link=Selecció de futbol de Catalunya\|{{#if:\|]]                              | Eric García           | 1       | 0       | 1       | 0       | 0            | 0            | 0                   | 0                   | 0                 | 0                 |         |         |
| 26                 | DEF     | [[Fitxer:Flag of Catalonia.svg\|23x15px\|border \|alt=Catalunya\|link=Selecció de futbol de Catalunya\|{{#if:\|]]                              | Jofre Torrents        | 1       | 0       | 0+1     | 0       | 0            | 0            | 0                   | 0                   | 0                 | 0                 |         |         |
| 32                 | DEF     | [[Fitxer:Flag of Catalonia.svg\|23x15px\|border \|alt=Catalunya\|link=Selecció de futbol de Catalunya\|{{#if:\|]]                              | Héctor Fort           | 0       | 0       | 0       | 0       | 0            | 0            | 0                   | 0                   | 0                 | 0                 |         |         |
| 35                 | DEF     | [[Fitxer:Flag of Catalonia.svg\|23x15px\|border \|alt=Catalunya\|link=Selecció de futbol de Catalunya\|{{#if:\|]]                              | Gerard Martín         | 0       | 0       | 0       | 0       | 0            | 0            | 0                   | 0                   | 0                 | 0                 |         |         |
| Migcampistes       |         | |                       |         |         |         |         |              |              |                     |                     |                   |                   |         |         |
| 6                  | MIG     | [[Fitxer:Flag of Spain.svg\|23x15px\|border \|alt=Espanya\|link=Selecció de futbol d'Espanya\|{{#if:\|]]                                       | Gavi                  | 1       | 0       | 0+1     | 0       | 0            | 0            | 0                   | 0                   | 0                 | 0                 |         |         |
| 8                  | MIG     | [[Fitxer:Flag of Spain.svg\|23x15px\|border \|alt=Espanya\|link=Selecció de futbol d'Espanya\|{{#if:\|]]                                       | Pedri                 | 1       | 0       | 1       | 0       | 0            | 0            | 0                   | 0                   | 0                 | 0                 |         |         |
| 16                 | MIG     | [[Fitxer:Flag of Spain.svg\|23x15px\|border \|alt=Espanya\|link=Selecció de futbol d'Espanya\|{{#if:\|]]                                       | Fermín López          | 1       | 0       | 1       | 0       | 0            | 0            | 0                   | 0                   | 0                 | 0                 |         |         |
| 17                 | MIG     | [[Fitxer:Flag of Catalonia.svg\|23x15px\|border \|alt=Catalunya\|link=Selecció de futbol de Catalunya\|{{#if:\|]]                              | Marc Casadó           | 0       | 0       | 0       | 0       | 0            | 0            | 0                   | 0                   | 0                 | 0                 |         |         |
| 20                 | MIG     | [[Fitxer:Flag of Catalonia.svg\|23x15px\|border \|alt=Catalunya\|link=Selecció de futbol de Catalunya\|{{#if:\|]]                              | Dani Olmo             | 1       | 0       | 0+1     | 0       | 0            | 0            | 0                   | 0                   | 0                 | 0                 |         |         |
| 21                 | MIG     | [[Fitxer:Flag of the Netherlands.svg\|23x15px\|border \|alt=Països Baixos\|link=Selecció de futbol dels Països Baixos\|{{#if:\|]]              | Frenkie de Jong       | 1       | 0       | 1       | 0       | 0            | 0            | 0                   | 0                   | 0                 | 0                 |         |         |
| 28                 | MIG     | [[Fitxer:Flag of Catalonia.svg\|23x15px\|border \|alt=Catalunya\|link=Selecció de futbol de Catalunya\|{{#if:\|]]                              | Marc Bernal           | 0       | 0       | 0       | 0       | 0            | 0            | 0                   | 0                   | 0                 | 0                 |         |         |
| Davanters          |         | |                       |         |         |         |         |              |              |                     |                     |                   |                   |         |         |
| 7                  | DAV     | [[Fitxer:Flag of the Valencian Community (2x3).svg\|23x15px\|border \|alt=País Valencià\|link=Selecció de futbol del País Valencià\|{{#if:\|]] | Ferran Torres         | 1       | 1       | 1       | 1       | 0            | 0            | 0                   | 0                   | 0                 | 0                 |         |         |
| 9                  | DAV     | [[Fitxer:Flag of Poland.svg\|23x15px\|border \|alt=Polònia\|link=Selecció de futbol de Polònia\|{{#if:\|]]                                     | Robert Lewandowski    | 0       | 0       | 0       | 0       | 0            | 0            | 0                   | 0                   | 0                 | 0                 |         |         |
| 10                 | DAV     | [[Fitxer:Flag of Catalonia.svg\|23x15px\|border \|alt=Catalunya\|link=Selecció de futbol de Catalunya\|{{#if:\|]]                              | Lamine Yamal          | 1       | 1       | 1       | 1       | 0            | 0            | 0                   | 0                   | 0                 | 0                 |         |         |
| 11                 | DAV     | [[Fitxer:Flag of Brazil.svg\|23x15px\|border \|alt=Brasil\|link=Selecció de futbol del Brasil\|{{#if:\|]]                                      | Raphinha              | 1       | 1       | 1       | 1       | 0            | 0            | 0                   | 0                   | 0                 | 0                 |         |         |
| 14                 | DAV     | [[Fitxer:Flag of England.svg\|23x15px\|border \|alt=Anglaterra\|link=Selecció de futbol d'Anglaterra\|{{#if:\|]]                               | Marcus Rashford       | 1       | 0       | 0+1     | 0       | 0            | 0            | 0                   | 0                   | 0                 | 0                 |         |         |
| Gols en pròpia (0) |         | |                       |         |         |         |         |              |              |                     |                     |                   |                   |         |         |

## Cos tècnic
L'staff del club està format pel tècnic, que entrena, convoca i alinea els atletes al camp i és assistit per tres entrenadors assistents. Per ajudar els entrenadors hi ha l'entrenador de porters, el cap de la preparació física, els preparadors físics de camp, i el preparador físic de gimnàs i força.
- Entrenador:  Hansi Flick
- Entrenadors assistents:  Marcus Sorg,  Toni Tapalović, i  Heiko Westermann
- Entrenador de porters:  José Ramón de la Fuente
- Cap de la preparació física:  Julio Tous
- Preparadors físics de camp:  Pepe Conde, i  Rafa Maldonado
- Preparador físic de gimnàs i força:  Germán Fernández